# Frédéric Sinistra
Frédéric Sinistra (Spitzname The Undertaker, * 13. Januar 1981 in Seraing; † 15. Dezember 2021 in Havelange) war ein belgischer K-1-Kämpfer.

## Kickboxen
Sinistra erlernte als Autodidakt in jungen Jahren das Kickboxen und stand im Alter von 16 Jahren erstmals im Ring. Im Jahre 2004 wurde er erstmals belgischer Schwergewichts-Meister im Kickboxen.
Sinistra konnte unter anderem Siege gegen Stefan Leko und Antonio Rubio erzielen, musste aber Niederlagen gegen Badr Hari (2009) und Choi Hong-man hinnehmen. Im Laufe seiner Karriere wurde er viermaliger belgischer Meister, viermaliger europäischer Meister und dreifacher Weltmeister. Er hatte den Ruf, stärkster Mann Belgiens zu sein.

## Titel (Auswahl)
- ISKA Weltmeister im Superschwergewicht nach K-1-Regeln am 11. Mai 2019[3]
- WFCA Weltmeister nach K-1 Regeln im Superschwergewicht 2010
- Belgischer Meister 2004

## Tod
Im November 2021 erkrankte Sinistra an COVID-19, worauf er mit akuter Atemnot auf Drängen seines Trainers in einem Krankenhaus in Lüttich behandelt und dort mit Sauerstoff versorgt wurde. Sinistra leugnete die Existenz des Corona-Virus SARS-CoV-2, weigerte sich den Namen auszusprechen und hatte eine Schutzimpfung gegen COVID-19 abgelehnt. Unter anderem behauptete er, da er gesund und stark sei, könne ihm ein Virus nichts anhaben. Trotz der Infektion beider Lungenflügel verließ er auf eigenen Wunsch das Krankenhaus mit der Absicht, sich zu Hause von der Erkrankung zu erholen. Am 15. Dezember 2021 erlag er im Alter von 40 Jahren den Folgen der Infektion. Sinistra hinterließ seine Frau und zwei Kinder.